# نويل غراهام
نويل غراهام (بالإنجليزية: Noel Graham) هو لاعب بولينغ بريطاني، ولد في 2 نوفمبر 1968.

## روابط خارجية
- نويل غراهام على موقع اتحاد ألعاب الكومنولث (مؤرشف) (الإنجليزية)
- نويل غراهام على موقع دورة ألعاب الكومنولث 2006 (مؤرشف) (الإنجليزية)